# Hospital de Faro

Vista do Hospital de Faro, em 2025.

O Hospital de Faro é um hospital público situado na cidade de Faro, em Portugal. Faz parte da Unidade Local de Saúde do Algarve e tem capacidade para 592 camas.

## História
Foi inaugurado em 17 de abril de 1979, mas só no dia 29 de Dezembro desse ano é que entrou ao serviço. Segundo o jornal Correio do Sul de 13 de Dezembro de 1979, o hospital já estava idealizado há cerca de quinze anos. Aquando da sua abertura, contava com um edifício de oito pisos onde estavam distribuídos os serviços, numa área de construção de 23.840 m² e um espaço coberto de 5870 m². Embora tivesse uma capacidade de 450 camas, ainda não tinha os recursos para uma resposta total, um vez que apesar de ter 99 médicos previstos no seu quadro, apenas contava com 35 em serviço. Isto também sucedia com o pessoal não médico, uma vez que apenas 129 dos 412 lugares de enfermagem estavam preenchidos, enquanto que nas posições paramédicas apenas se ocuparam 23 de 65 lugares. Do ponto de vista do equipamento, alguns departamentos contavam com o material mais moderno que estava disponível na Europa, mas outros ainda estavam insuficientemente equipados, ou precisavam de ser renovados, como sucedia com os laboratórios. Por exemplo, as quatro salas de radiografia estavam quase completas, mas só uma estava em funcionamento, e mesmo assim não em serviço permanente, devido à falta de pessoal, enquanto que os serviços de estomatologia estavam totalmente equipados, mas não estavam em operação devido à falta de médicos e de técnicos.